# 胡达费林 (杰布拉伊尔)
39°09′01″N 46°56′49″E / 39.15028°N 46.94694°E
胡达费林，阿塞拜疆民主共和国杰布拉伊尔区的一个村庄。1993年至2020年间，该村实际上归纳戈尔诺-卡拉巴赫共和国加德鲁特区管辖。
胡达费林村地处阿拉斯河畔，附近有胡达费林桥和胡达费林大坝。